# 한탄강 대교천 현무암 협곡
한탄강 대교천 현무암 협곡(漢灘江 大橋川 玄武岩 峽谷)은 대한민국 경기도 포천시 관인면과 강원특별자치도 철원군 동송읍에 걸쳐있는 계곡이다. 2004년 2월 23일 대한민국의 천연기념물 제436호로 지정되었다.

## 개요
한탄강 연안에는 현무암 평원이 발달하여 있으며, 현무암 평원을 관류하는 한탄강 유로에는 경관이 특이한 현무암 협곡이 형성되어 있다. 철원 대교천 현무암 협곡은 그들 중 가장 대표적인 것으로서 제4기의 지질과 지형 발달을 이해하는데 학술적으로도 매우 중요한 비중을 차지한다.
협곡 양측절벽 현무암의 절대연령은 약 27만년 전에 분출한 용암이 최소한 3번의 분출 단위를 보이는 추가령 현무암으로 구성되며, 협곡 곡벽 곳곳에 현무암의 주상절리가 아름답게 분포한다. 주상절리는 지표로 분출한 용암이 냉각될 때 용암이 수축되면서 형성된 육각기둥이다. 이 주상절리는 협곡의 하상뿐만이 아니라 협곡의 양측 절벽에도 발달하며, 국지적으로서는 단순한 수직절리가 발달하기도 한다.
이 현무암 협곡의 총 길이는 약 1.5Km이고 협곡의 깊이는 20∼30m로 경관이 빼어나며 현무암 내에 보존되어 있는 주상절리의 우수한 보존성 등은 제4기 지질을 이해하는데 귀중한 자료를 제공한다.

## 천연기념물 지정사유
대교천 현무암 협곡은 다양한 주상절리, 굴삭작용 및 마식작용에 의한 하상지형으로 대칭의 협곡을 이루며, 현무암 평원이 유수에 의해 형성된 여러 형태의 지형을 관찰할 수 있는 곳으로, 한탄강 유역에서도 가장 수려한 경관을 이루고 있어 자연 학습장으로의 가치가 높을 뿐만 아니라 한반도 제4기 지질 및 지형발달을 이해하는데 귀중한 학술적 자료를 제공하고 있다.

## 같이 보기
- 포천시의 지질
- 철원군의 지질
- 한탄강

## 참고 자료
- 한탄강 대교천 현무암 협곡 - 국가유산청 국가유산포털